# Amis
Pour les articles homonymes, voir Amis (homonymie).

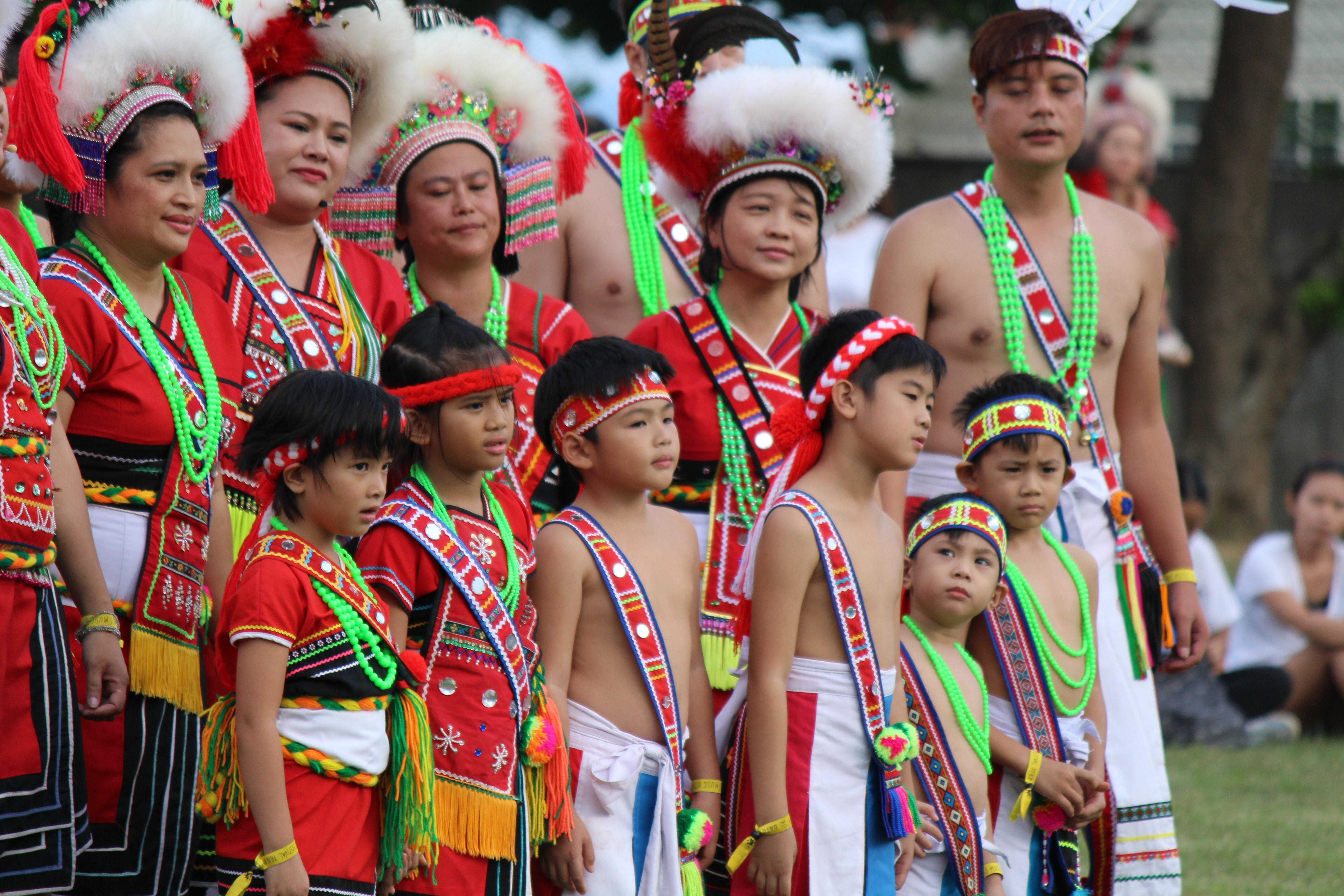

Les Amis (chinois : 阿美) sont des Aborigènes de Taïwan vivant dans l’est et le sud de l’île. Ils parlent l'amis, une langue du sous-groupe formosan des langues austronésiennes. Bien qu’ils soient principalement connus sous ce nom popularisé par les Japonais ayant occupé Taïwan de 1895 à 1945, leur véritable nom est Pangcah （邦查), « les nôtres ». Amis, qui signifie « nord », est le nom donné aux groupes descendus vers le sud par les Puyumas ou le groupe Falangaw. Ils semblent liés génétiquement aux Philippins,. Ils forment le plus grand groupe d'aborigènes officiellement reconnus par la république de Chine (Taïwan), constituant plus du tiers de l’ensemble ; soit près de 200 000 personnes.

## Groupes
On les divise en cinq groupes selon leur lieu d’implantation :
- le groupe du nord, sur les plaines de Chihlai et Hualien ;
- le groupe du centre, sur la côte ouest ;
- le groupe de la côte, sur la côte est ;
- le groupe Falangaw, entre les plaines de Chengkong et de Taitung ;
- le groupe Hengchun, sur la péninsule de Hengchun.

## Mode de vie
Leur mode de vie traditionnel se déroulait dans des villages de 500 à 1000 habitants situés à (Hualien), Taitung et Pingtung, le plus souvent dans les plaines (plaine côtière Est et plaine s'étendant entre les chaînes centrale et côtière), et reposait essentiellement sur la pêche en mer et en rivière, l’agriculture et l’élevage (porcs surtout, ainsi que poulets et buffles). On les trouve depuis la seconde moitié du XXe siècle également dans des communautés en périphérie des grandes métropoles (Taipei, Kaohsiung, Taichung) où ils viennent chercher du travail en groupe, surtout dans le bâtiment. Un exemple est la communauté Sanguang (三光社區 Sanguang shequ) de Hsichih (汐止). Certains sont devenus sportifs ou chanteurs.
Les hommes étaient répartis par classes d’âge possédant chacune un nom particulier. Cette répartition déterminait celle du travail, chaque classe se voyant affecter des tâches spécifiques auxquelles participaient si besoin les épouses. Les garçons célibataires vivaient à partir de 13 ans et jusqu’au mariage avec ceux de leur groupe. L’ensemble des groupes masculins mené par un chef élu décidait des grandes affaires de la tribu, mais les familles étaient matrilinéaires, l’héritage se transmettant en priorité aux filles. Après le mariage, le gendre devait travailler pendant un ou deux ans pour la famille de sa femme. Cette famille habitait dans une maison de forme longue (loma) en bois et bambou, recouverte d’un toit en feuilles et roseaux, pouvant abriter une vingtaine de personnes. Le foyer (parod) en était le cœur. Les habitations devaient être refaites tous les 10 ans environ. À proximité immédiate se trouvaient les granges, nombreuses pour les riches, et les abris destinés aux animaux. Les Amis semblent avoir été le peuple aborigène possédant le sens de la propriété le plus marqué. Des pierres enterrées à 1 m. de profondeur environ marquaient les limites des terrains familiaux, et des palissades celles des territoires des différentes tribus. Les disputes territoriales donnaient parfois lieu à des combats.
Les femmes étaient responsables de la fabrication de la poterie à la spatule et au couteau.
Le costume traditionnel se composait de vêtements brodés : une jupe souvent noire portée sur des jambières et un haut à manches en général rouge pour les femmes, un haut à manches ou un gilet, une jupe et des jambières ou un pantalon pour les hommes ; des coiffes ornées de plumes ou de fleurs complétaient les costumes d'apparat.
Comme les danses, les chants jouaient un rôle important. Chaque groupe masculin avait ainsi le sien propre. Un chant Ami (Chant de boisson des anciens) interprété par Difang (Kuo Ying-nan 郭英男) et sa femme Igay (Kuo Hsiu-chu 郭秀珠) fut intégré dans Return to Innocence du groupe Enigma (album The Cross of Changes), l’un des thèmes des Jeux olympiques d’Atlanta (1996).
Les Amis enterraient leurs morts derrière la maison dans des tombes peu profondes entourées d’une palissade circulaire. On ne devait pas les entretenir, mais les laisser disparaître naturellement.
Ils se considéraient tous comme issus du même couple primordial frère-sœur, constitué après une inondation. Ils croyaient en de nombreux dieux (kawas) qui devaient chacun être prié tourné vers un point précis. Ils pratiquaient l’oniromancie, l'ornithomancie et la divination par le bambou. Ils sont au XXe siècle en majorité protestants et plus rarement catholiques, mais l’influence des traditions n’a pas entièrement disparu. On constate également une influence de la religion populaire chinoise et du tenrikyo introduit par les Japonais.
Les plus grandes célébrations encore observées sont la Fête des récoltes (de juillet à septembre selon les tribus), rebaptisée Kang sia sai (Action de Grâce (Thanksgiving)) en taïwanais par les prêtres chrétiens, et la Fête de la pêche. Les périodes exceptionnelles (célébrations, enterrements) s’achèvent par le rite du paklag, pêche et consommation du poisson pris, qui symbolise le retour à la vie normale.

## Culture

### Vêtements
Les vêtements traditionnels des Amis étaient confectionnés à partir de tissus tricotés avec de l'écorce et des fils de banane à l'aide d'aiguilles en bambou, utilisant des tissus résistants à l'usure et des peaux. Au cours du XXe siècle, l'introduction du coton, acquis par les Amis par le biais du troc, a progressivement évincé l'utilisation de matériaux traditionnels au profit du coton.
Deux styles vestimentaires se distinguent : Hualien et Taitung. Les deux styles incluent un foulard, un couvre-chef et une jupe. Les chefs et les prêtres, en revanche, portent des robes et des coiffes en rotin pour se distinguer. Ils possèdent également un 'alufo' (un "sac d'amoureux"), confectionné avec de la noix de bétel par leur mère ou leur moitié, qui est utilisé à la fois dans la vie quotidienne et pendant les rituels. Il est traditionnellement utilisé pour transporter de la noix de bétel, de la chaux, du bétel et une pipe.
Initialement de couleur noire, les vêtements des Amis ont évolué au cours du XXe siècle pour incorporer de plus en plus de rouge, "en raison de sa perception festive et de sa compatibilité avec l'ethno-tourisme". Les différentes communautés Amis se distinguent par la couleur spécifique de leurs colliers. Des coiffes florales sont également fréquemment utilisées lors d'occasions spéciales, telles que la période de récolte.

## Personnalités Amis notables
- Kuo Hsing-chun, haltérophile et championne olympique
- Kolas Yotaka, journaliste et femme politique